# 대한민국 형법 제36조
대한민국 형법 제36조는 판결선고 후의 누범발각에 대한 형법총칙의 조문이다. 

## 조문
제36조(판결선고 후의 누범발각) 판결선고 후 누범인 것이 발각된 때에는 그 선고한 형을 통산하여 다시 형을 정할 수 있다. 단, 선고한 형의 집행을 종료하거나 그 집행이 면제된 후에는 예외로 한다.

第36條(判決宣告後의 累犯發覺) 判決宣告後 累犯인 것이 發覺된 때에는 그 宣告한 刑을 通算하여 다시 刑을 定할 수 있다. 但, 宣告한 刑의 執行을 終了하거나 그 執行이 免除된 後에는 例外로 한다.

## 참고 문헌
- 김재윤, 손동권, 『새로운 형법각론』, 율곡출판사, 2013. ISBN 978-89-974283-4-2